# Бахадыр II Герай
Бахады́р II Гера́й (Гире́й; крым. II Bahadır Geray, ٢ بهادر كراى‎; 1722 — 1791) — крымский хан, пришедший к власти во время восстания 1782 года. Старший сын царевича Ахмеда Герая (ум. 1750) и внук крымского хана Девлета II Герая.

## Биография
В 1777 году царевич Бахадыр Герай стал предводителем абазинцев. В 1781 году он был назначен и утвержден своим братом, крымским ханом Шахином Гераем, сераскиром Едичкульской орды. Правивший с 1777 года хан Шахин Герай ставленник России проводил в Крыму радикальные реформы, в частности, уравнявшие в правах мусульманское и не мусульманское население. Реформы были крайне непопулярны, и в 1781 году привели к восстанию, начавшемуся на Кубани и быстро перекинувшемуся на Крым. К июлю 1782 года восстание полностью охватило весь полуостров, хан вынужден был бежать, а не успевшие спастись бегством чиновники его администрации были убиты. В центре восстания находились братья Шахина, царевичи Бахадыр Герай и Арслан Герай. Бахадыр Герай был избран ханом и считается последним независимым крымским ханом, так как короткое правление Шахина после него носило марионеточный характер. Бахадыр Герай назначил калгой-султаном своего младшего брата Арслана Герая.
Новая крымская власть обратилась с просьбой о признании к Российской и Османской империям. Первая отказалась признать нового хана, а вторая отправила войска для подавления восстания. Войсками командовали в Крыму А. Б. Бальмен, а на Кубани — А. В. Суворов. К ноябрю 1782 года восстание было полностью подавлено, большинство сторонников Бахадыра через Северный Кавказ ушли в Турцию, а сам Бахадыр попал в плен и был заключён в тюрьму в Херсоне. В 1783 году ему удалось бежать на Кавказ, а с 1789 года он жил в Турции. Умер в Турции в своём имении в 1791 году под Стамбулом.